# Джендубаевы
Джендубаевы (Джандубаевы) — абазинский аристократический род. Самоназвание — Жанымбей, Жанбей, Джьанымбей или Джьанбей. Относятся к субэтнической группе абазин тапанта. Согласно сведениям сословной комиссии, определявшей в конце XIX века принадлежность горцев к тому или иному сословию, Джендубаевы в числе других девяти родов относились к сословию военных дворян агмиста ду (большой агмыста). Вместе с тем, существуют архивные сведения о том, что род Джендубаевых причисляет себя к сословию «маршани (князь)».
Существует кабардинская ветвь рода Джендубаевых — Жамбеевы и русская ветвь — Жендубаевы
В настоящий момент представители фамилии проживают в аулах Кумско-Лоовский (Красный Восток), Лоовско-Зеленчукский (Инжич-Чукун), Дудуруковский (Псыж), а также в городах Черкесск, Москва, Сухум (Абхазия).